# مليخ
مليخ هي قرية جبلية في قضاء جزين التابع لمحافظة النبطية في جنوب لبنان، تقع على ارتفاع حوالي 280 مترا وأعلى في قمم أخرى فوق مستوى سطح البحر، وتقع على سلسلة جبال الريحان التي ترتفع حوالي 4,000-7000 قدم فوق مستوى سطح البحر.  

## أصل التسمية
تعود لفظة مليخ لجذر سامي مؤلف من 3 أحرف «م ل ك» والتي تعني «الملك أو المُلك». أما لفظة مليخ حالياً فهي تضخيم للجذر السامي. وثمة احتمال لارتباط الاسم باسم الإله موليخ الفينيقي.

## التركيبة السكانية
أهالي مليخ هم الشيعة والموارنة المسيحيون،  وتضم القرية كنيسة واحدة ومسجدًا وحسينية.

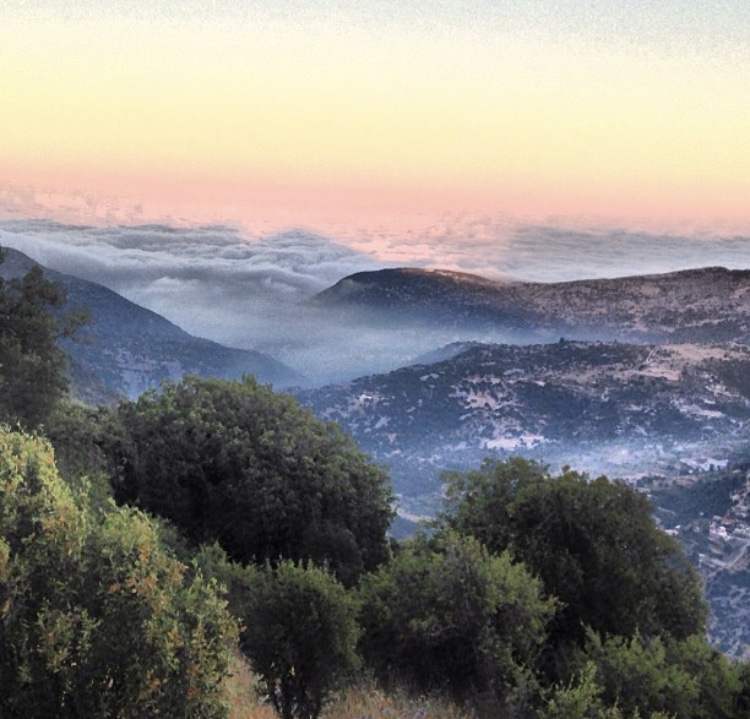
قمة جبل بوركاب ، فوق السحب ، مليخ ، الريحان (سلسلة جبال) ، قضاء جزين ، محافظة النبطية ، جنوب لبنان ، لبنان ، الشرق الأوسط ، البحر الأبيض المتوسط ، بركاب ، مليخ ، جنوب لبنان

## دلالة تاريخية
القرية هي موطن لعدد من «الأنبياء» القدامى الذين تقع مقابرهم على قمم الجبال المحيطة بمليخ، بما في ذلك بوركاب، وسجد (التي يعتقد بعض العلماء أنها أخولياب، ولكن لا يمكن التحقق من صحة ذلك).   ويزور الشيعة والمسيحيون في القرية والمنطقة الجنوبية اللبنانية تلك المقابر.   

## مشاهير
أمل أبو زيد (مواليد 5 يونيو 1953) كان عضوا في البرلمان اللبناني، وعضوا في اللجنة الوطنية للاقتصاد والتجارة والصناعة والتخطيط في البرلمان اللبناني، منذ ديسمبر 2016.

## وصلات خارجية
موقع بلدة مليخ على الشبكة